# 龙国键
龙国键（1945年—），汉族，中华人民共和国政治人物，第十届全国政协委员、第十一届全国政协委员，中国民主建国会会员。曾担任民建中央常委、湖南省委主委、湖南省政协原副主席。2008年，当选第十一届全国政协委员，代表中国民主建国会，分入第八组。
2002年12月，中国民主建国会第八次全国代表大会在北京召开，并选举产生第八届中央委员会，他当选常务委员。